# Provincia Yozgat
Provincia Yozgat este o provincie a Turciei cu o suprafață de  km², localizată în